# Sulima (Wappengemeinschaft)
Sulima ist die Bezeichnung einer Wappengemeinschaft des polnischen Adels. Besonders einflussreich war sie zur Zeit des Königreichs Polen, des Herzogtums Warschau, der polnisch-litauischen Realunion und des kurzlebigen Regentschaftskönigreiches Polen. Doch auch danach waren die Mitglieder der Wappengemeinschaft Sulima sehr einflussreich und, wie damals, mit einigen ihrer Mitglieder im polnischen Sejm vertreten.
Im Jahr 1947 wurde der polnische Adel durch die von der Sowjetunion eingesetzte kommunistische polnische Regierung enteignet. Der Besitz der Stadt Jordanów und die Leibeigenschaft der dort lebenden Bewohner war ihnen schon im Jahr 1921 mit der Entmachtung des Adels in Polen entzogen worden. Nun waren ihnen auch noch ihre Ländereien genommen worden. Sie mussten viele Demütigungen über sich ergehen lassen. Diejenigen, die sich widersetzten, wurden auf direkten Befehl Stalins in ein Arbeitslager nach Sibirien deportiert. Nach dem Ende des Großen Terrors normalisierte sich ihr Leben wieder, die meisten von ihnen wurden einfache Bürger der Volksrepublik Polen, arbeiteten wie sie und lebten von nun an auch in ganz normalen Häusern. Heutzutage sind die Familien der Wappengemeinschaft Sulima Mitglied im polnischen Adelsverband.
Eines der berühmtesten Familienmitglieder war wohl Sawischa der Schwarze.